# Kuc kuc (2015.)
Kuc kuc je američki erotski horor triler redatelja Elija Rotha, koji je također napisao scenarij, zajedno s Guillermom Amoedom i Nicolásom Lópezom. U filmu glume Keanu Reeves, Lorenza Izzo i Ana de Armas. Film je premijerno prikazan 9. listopada 2015., i nova je verzija filma Death Game iz 1977. godine redatelja Petera S. Traynora.

## Vanjske poveznice
- Kuc kuc na Rotten Tomatoes
- Kuc kuc na Box Office Mojo
- Kuc kuc na Metacritic